# Linksanteriorer Hemiblock

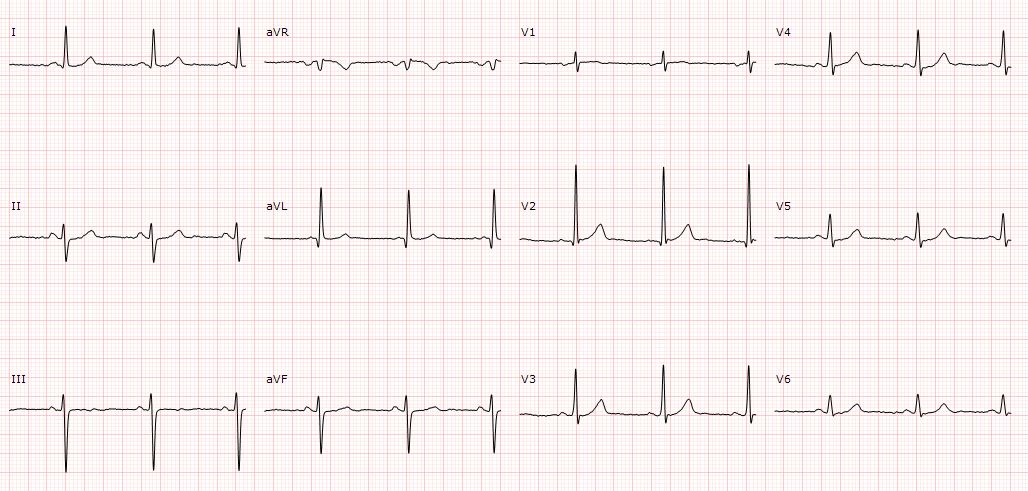

Ein Linksanteriorer Hemiblock (Abk. LAH, LAHB) ist eine Störung der Erregungsleitung im Herzen. Er ist die häufigste Erregungsleitungsstörung auf Herzkammerebene und kann auch bei herzgesunden Menschen und Tieren auftreten.

## Häufigkeit
In der Mehrheit der Fälle ist er aber durch eine koronare Herzkrankheit mit Beteiligung der vorderen absteigenden Herzkranzarterie (Ramus interventricularis anterior oder RIVA) verursacht. Ein LAH verursacht selbst keine Beschwerden. Die Diagnose wird anhand des Elektrokardiogramms (EKG) gestellt.

## Pathophysiologie
Beim linksanterioren Hemiblock ist der vordere Faszikel des linken Tawara-Schenkels blockiert. Durch die Blockierung der schnellen Erregungsleitung durch den Tawara-Schenkel wird die Vorderwand des Herzmuskels über die langsameren Verbindungen der gewöhnlichen Herzmuskelzellen erregt. Im zeitlichen Verlauf depolarisieren die Herzmuskelzellen in der Vorderwand später als beim Gesunden. Die elektrische Herzachse wird nach links gedreht.

## Diagnose
Im EKG zeigt sich ein überdrehter Linkstyp sowie S-Zacken bis V6. Der QRS-Komplex kann signifikant verbreitert sein (>120 ms).